# Sant Joan Baptista de la Bassa
Sant Joan Baptista de la Bassa és una capella romànica del poble de Banyuls de la Marenda, a la comarca del Rosselló (Catalunya Nord).
Està situada a l'esquerra de la Bassa (la Ribera de Vallàuria), en el barri que porta el nom de la capella.
Esmentada per primer cop el 1361, en un llegat per a misses que esmenta les dues esglésies de Sant Joan: Baptista i Evangelista. El 1384 és anomenada ecclesia Sancti Iohannis de la Vassa.
L'església actual conserva la nau rectangular, coberta amb volta seguida apuntada. La porta, a ponent, és d'un sol arc de dovelles de mida mitjana. És una construcció romànica tardana, datable al segle xiii o XIV.